# برمودا در المپیک
برمودا برای اولین بار در بازی‌های المپیک در سال ۱۹۳۶ شرکت کرد و از آن زمان ورزشکارانی را برای شرکت در بازی‌های المپیک تابستانی اعزام کرد، مگر در زمان تحریم المپیک تابستانی ۱۹۸۰. برمودا از سال ۱۹۹۲ در همه بازی‌های المپیک زمستانی شرکت کرده‌است.
با کسب مدال طلای فلورا دافی در مسابقات سه‌گانه زنان در سال ۲۰۲۰، برمودا کوچکترین کشور جهان از نظر جمعیت است که در المپیک تابستانی موفق به کسب مدال طلا شده‌است. از سال ۱۹۷۶، آنها کوچکترین کشوری بودند که از نظر جمعیت به مدال دست یافتند، اما این رکورد زمانی به پایان رسید که الساندرا پریلی از سن مارینو در تیراندازی تراپ در سال ۲۰۲۱ برنز گرفت.
کمیته ملی المپیک برمودا در سال ۱۹۳۵ ایجاد شد و در سال ۱۹۳۶ توسط کمیته بین‌المللی المپیک به رسمیت شناخته شد.

## مدال‌ها

### مدال‌ها بر پایه ورزش
| ورزش           | طلا | نقره | برنز | مجموع |
| -------------- | --- | ---- | ---- | ----- |
| سه‌گانه         | ۱   | ۰    | ۰    | ۱     |
| بوکس           | ۰   | ۰    | ۱    | ۱     |
| مجموع (۲ ورزش) | ۱   | ۰    | ۱    | ۲     |

## فهرست مدال‌آوران
| مدال | ورزشکار    | بازی‌ها | ورزش   | رویداد         |
| ---- | ---------- | ------ | ------ | -------------- |
| برنز | کلارنس هیل | ۱۹۷۶   | بوکس   | سنگین‌وزن مردان |
| طلا  | فلورا دافی | ۲۰۲۰   | سه‌گانه | انفرادی زنان   |